# Misamis oriental
Misamis Oriental est une province des Philippines.

## Villes et municipalités
Municipalités
- Alubijid
- Balingasag
- Balingoan
- Binuangan
- Claveria
- El Salvador
- Gitagum
- Initao
- Jasaan
- Kinoguitan
- Lagonglong
- Laguindingan
- Libertad
- Lugait
- Magsaysay
- Manticao
- Medina
- Naawan
- Opol
- Salay
- Sugbongcogon
- Tagoloan
- Talisayan
- Villanueva

Villes
- Cagayán de Oro
- El Salvador
- Gingoog